# André Schembri
André Schembri (født 27. maj 1986 i Floriana, Malta) er en maltesisk fodboldspiller, som spiller for fodboldklubben Apollon Limassol på Cypern.